# مارکو رویس
مارکو رویس (به آلمانی: Marco Reus؛ زادهٔ ۳۱ مه ۱۹۸۹) بازیکن فوتبال اهل آلمان است که  در پست هافبک هجومی برای باشگاه لس آنجلس گلکسی در لیگ برتر ایالات متحده  آمریکا بازی می‌کند.
رویس دوران جوانی خود را در بروسیا دورتموند گذراند و سپس به روت وایس اهلن پیوست. او در سال ۲۰۰۹ به بروسیا مونشن‌گلادباخ پیوست و موفق‌ترین فصل خود را در این باشگاه در سال ۲۰۱۲ تجربه کرد. او با ۱۸ گل و ۱۲ پاس گل در بوندس‌لیگا به بروسیا مونشن‌گلادباخ کمک کرد تا در فصل بعد به لیگ قهرمانان اروپا راه یابد.
رویس پس از فصل ۱۲–۲۰۱۱ به باشگاه زادگاهش، بروسیا دورتموند، که دو بار پیاپی قهرمان بوندس‌لیگا شده بود، بازگشت. رویس با این باشگاه، در سال‌های ۲۰۱۷ و ۲۰۲۱ قهرمان جام حذفی آلمان، در سال‌های ۲۰۱۳ و ۲۰۱۹ قهرمان سوپر جام آلمان شد و در سال‌های ۲۰۱۳ و ۲۰۲۴ به فینال لیگ قهرمانان اروپا رسید. او همچنین در طول دوازده سال حضورش در این تیم، هفت بار نایب‌قهرمان بوندس‌لیگا شد و از سال ۲۰۱۸ تا ۲۰۲۳ به‌عنوان کاپیتان باشگاه فعالیت کرد. رویس در تمام رقابت‌ها ۱۷۰ گل و ۱۳۲ پاس گل برای بروسیا دورتموند به ثمر رساند و یکی از تنها سه بازیکنی (پس از اندریاس مولر و توماس مولر) است که به رکورد ۱۰۰ گل و ۱۰۰ پاس گل در بوندس‌لیگا رسیده‌است. او دو بار به‌عنوان بازیکن سال فوتبال آلمان و سه بار به‌عنوان بازیکن فصل بوندس‌لیگا انتخاب شد. رویس با بیش از ۲۰۰ گل زده در طول دوران حرفه‌ای خود، یکی از کارآمدترین هافبک‌های این قرن و یکی از بهترین بازیکنان تاریخ باشگاه بروسیا دورتموند محسوب می‌شود.
پس از پایان قراردادش با دورتموند در پایان فصل ۲۴–۲۰۲۳، رویس در اوت ۲۰۲۴ با قراردادی تا پایان سال ۲۰۲۶ به تیم لس‌ آنجلس گلکسی پیوست و پس از دوازده سال حضور در دورتموند و همچنین برای اولین بار در دوران حرفه‌ای خود، آلمان را ترک کرد. چهار ماه پس از امضای قرارداد با گلکسی، رویس جام ام‌ال‌اس را که اولین جام او با این باشگاه بود، بالای سر برد.
رویس ۴۸ بازی ملی برای تیم ملی آلمان انجام داد. او در دو تورنمنت بزرگ (جام ملت‌های اروپا ۲۰۱۲ و جام جهانی ۲۰۱۸) برای تیم ملی آلمان بازی کرد، اما به دلیل مصدومیت سه جام جهانی (۲۰۱۰، ۲۰۱۴، ۲۰۲۲) و دو جام ملت‌های اروپا (۲۰۱۶، ۲۰۲۰) را نیز از دست داد.

## حرفه باشگاهی

### اوایل زندگی
رویس در شهر دورتموند آلمان در سال ۱۹۸۹ به دنیا آمد. وی از همان ابتدا برای تیم دورتموند بازی می‌کرد و در سال ۱۹۹۶ به تیم جوانان دورتموند پیوست. در تابستان ۲۰۰۶ او به تیم زیر ۱۹ ساله‌های Rot Weiss Ahlen پیوست و ۵ بازی برای این تیم انجام داد. سال بعد وی به تیم بزرگسالان رفت و کمک بسیاری به این تیم کرد تا از بوندسلیگا ۳ به بوندسلیگا ۲ بروند. در سال ۲۰۰۹–۲۰۰۸ او تبدیل به فوتبالیست حرفه‌ای شد و در ۲۷ بازی، ۴ گل به ثمر رساند.

### بروسیا مونشن گلادباخ
در تاریخ ۲۵ مه ۲۰۰۹، رویس قرارداد چهار ساله با باشگاه بروسیا مونشن‌گلادباخ امضا کرد. در ۲۸ اوت ۲۰۰۹، او اولین گل بوندسلیگایی خود را برای مونشن گلادباخ مقابل ماینتس۰۵ به ثمر رساند. رویس فصل ۱۲–۲۰۱۱ را خوب شروع کرد و در ۱۲ بازی، ۷ گل برای تیمش به ثمر رساند. رویس می‌گوید بازیکن مورد علاقه و سبک بازی‌اش شبیه توماس روسیچکی است.

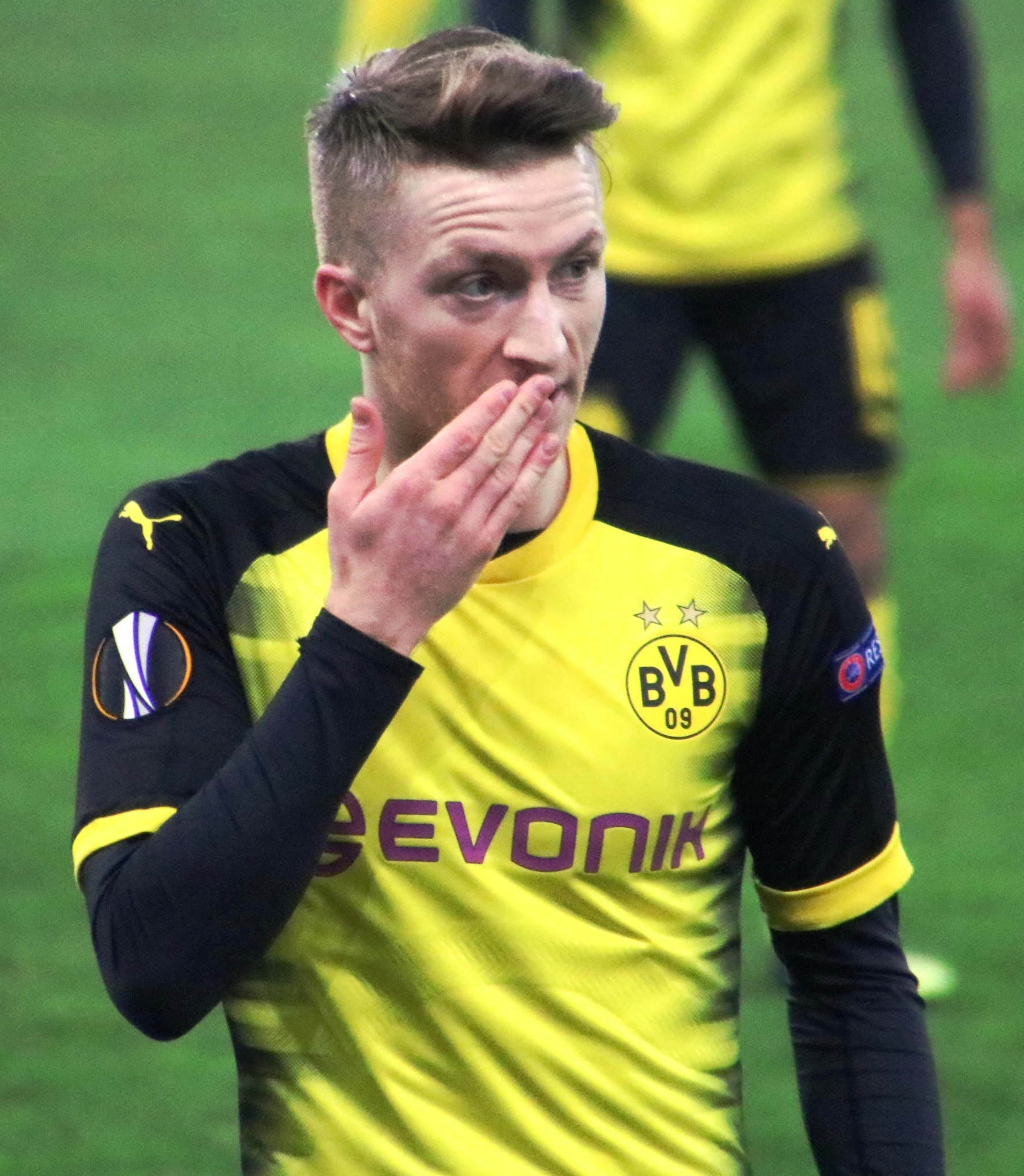
۲۰۱۸

### بروسیا دورتموند

#### فصل ۱۳–۲۰۱۲
در تاریخ ۴ ژانویه ۲۰۱۲، رویس با باشگاه سابق خود یعنی بوروسیا دورتموند با مبلغ ۱۷٫۱ میلیون یورو قرارداد پنج ساله امضا کرد. او در مورد این انتقال صحبت کرد و گفت: «من تصمیم گرفتم که قدم بعدی را در فصل آینده بگیرم. من می‌خواهم برای تیمی بازی کنم که در لیگ قهرمانان باشد و این فرصت در دورتموند وجود دارد.» در ۲۴ اوت، رویس اولین گل خود را برای تیم جدیدش مقابل وردربرمن به ثمر رساند. در تاریخ ۲۹ سپتامبر، اولین باری بود که رویس برای دورتموند در یک مسابقه دو گل می‌زند. با پیروزی ۵–۰ دورتموند مقابل مونشن گلادباخ، این تیم به بالای جدول بوندسلیگا صعود کرد.
در ۳ اکتبر، رویس در اولین بازی‌اش در لیگ قهرمانان اروپا، توانست گل بزند و این بازی با نتیجه ۱–۱ تمام شد. در تاریخ ۱۶ فوریه ۲۰۱۳ نیز رویس توانست برای اولین بار هتریک کند. رویس در این سال توانست به همراه دورتموند به فینال لیگ قهرمانان اروپا برود، اما در فینال مقابل بایرن مونیخ، دورتموند نتیجه بازی را ۱–۲ واگذار کرد.

##### فصل ۱۴–۲۰۱۲
در ۲۷ ژوئیه ۲۰۱۳، در سوپرکاپ آلمان، رویس توانست زننده اولین گل مسابقه به بایرن مونیخ باشد. در پایان، این مسابقه با نتیجه ۴–۲ به نفع دورتموند به پایان رسید. در این فصل، رویس پنالتی زن اول تیمش بود اما، در رقابت‌های جام حذفی آلمان مقابل مونیخ ۱۸۶۰، رویس به هم تیمی اش پیر امریک اوبامیانگ اجازه داد تا ضربه پنالتی را بزند. در ۲۵ فوریه همین فصل، در لیگ قهرمانان اروپا، رویس برای اولین بار در یک‌هشتم نهایی گلزنی کرد. در ۲۹ مارس نیز مقابل بایرن مونیخ در پیروزی ۳–۲ نیز هتریک کرد. در ۸ آوریل رویس مقابل رئال مادرید دبل کرد، اما بازی را ۲–۳ واگذار کردند. رویس این فصل را با ۲۳ گل و ۱۸ پاس گل در تمامی رقابت‌ها به پایان رساند.

###### فصل ۲۰۱۴–۱۵
در دیدار دوم بوندسلیگا این فصل مقابل آگسبورگ، رویس یک گل را به ثمر رساند و یک پاس گل داد. دورتموند برای پیروزی در بازی ۳–۲ رفت. در سپتامبر ۲۰۱۴ او از ناحیه مچ پا مصدوم شد. در ۲۲ اکتبر ۲۰۱۴، رویس از مصدومیت برگشت و یک گل در مرحله گروهی لیگ قهرمانان در پیروزی ۴–۰ مقابل گالاتاسرای به ثمر رساند.
رویس در این فصل باری دیگر مصدوم شد و در بازی مقابل بایرن مونیخ، فقط توانست یک‌نیمه بازی کند.
در تاریخ ۱۰ فوریه ۲۰۱۵ رویس یک قرارداد را با دورتموند امضا کرد و تا سال ۲۰۱۹ در باشگاه دورتموند ماندگار شد.

###### فصل ۱۶–۲۰۱۵
در ۵ اوت ۲۰۱۵، رویس در پیروزی ۵–۰ مقابل ولفسبورگ گلزنی کرد تا در لیگ اروپا به مرحله یازدهم برسند. در ۱۵ اوت، او سپس مبارزه لیگ ۲۰۱۵–۱۶ با یک گل و یک پاس گل در پیروزی ۴–۰ در برابر باشگاه سابق خود مونشن گلادباخ، کمک زیادی به تیمش کرد. در تاریخ ۲۸ اوت ۲۰۱۵، او توانست مقابل تیم Odds BK هتریک کند و به مرحله بعدی لیگ اروپا بروند.
در ۲۰ آوریل ۲۰۱۶، رویس یکی از سه گلزن تیمش مقابل هرتابرلین در جام حذفی آلمان بود. قبل از شروع فصل ۱۷–۲۰۱۶، وی برای مدتی کاپیتان بروسیا دورتموند شد؛ زیرا هم تیمی اش متس هولمز که کاپیتان این تیم بود، دورتموند را به مقصد بایرن مونیخ ترک کرد. او در این فصل در تمامی رقابت‌ها در ۴۳ بازی، ۲۳ بار گل زد و ۸ پاس گل داد.

###### فصل ۱۷–۲۰۱۶
او پس از مصدومیت دوباره، او پس از مصدومیت، در پیروزی ۸–۴ تیمش مقابل لژیون ورشو گلزنی کرد. رویس در ان مسابقه هتریک کرد و توپ مسابقه را برای خود برداشت. در ۳ دسامبر ۲۰۱۶، او در پیروزی ۴–۰ تیمش مقابل تیم سابقش ۳ گل زد و باز هم هتریک کرد. چهار روز بعد، رویس گل دوم تیمش را مقابل رئال مادرید به ثمر رساند و دورتموند، به عنوان سرگروه گروه F به یک‌هشتم نهایی لیگ قهرمانان اروپا صعود کرد.
در طی فینال جام حذفی المان ۲۰۱۷، رویس برابر اینتراخت فرانکفورت گلزنی کرد اما در اواخر نیمه اول دچار پارگی رباط متقاطع شد و تعویض شد. با این حال دورتموند با نتیجه ۲–۱ پیروز شد و هم تیمی‌ها، اول جام قهرمانی را به رویس دادند و او بر روی آن بوسه‌ای زد. پس از فینال، مشخص شد که رویس برای ۶ ماه از میادین ورزشی دور است.

###### فصل ۱۸–۲۰۱۷
در تاریخ ۱۰ فوریه ۲۰۱۸، رویس پس از ۶ ماه مصدومیت، در بازی مقابل هامبورگ حاضر شد اما تیمش بازنده شد. رویس گل اول خود را از زمان بازگشت خود به مونشن گلادباخ در پیروزی ۱–۰ به ثمر رساند. رویس تنها گل‌های دورتموند را در دو بازی متوالی به ثمر رساند. در تاریخ ۹ مارس ۲۰۱۸، رویس قرارداد خود را با باشگاهش تا ۳۰ ژوئن ۲۰۲۳ تمدید کرد. در ۲۱ آوریل، رویس دو بار در پیروزی ۴–۰ در بایر لورکوزن گلزنی کرد، همچنین او یک پنالتی در این مسابقه را از دست داد. در روز ۲۹ آوریل، رویس در دقیقه ۱۹، برای تیمش مقابل وردربرمن گلزنی کرد. در تاریخ ۱۲ مه ۲۰۱۸، رئوس تنها هدف تیم را در ۳–۱ از دست دادن دورتموند به هوفنهایم به ثمر رساند. [62] Reus فصل را با ۷ گل در ۱۵ حضور در تمام مسابقات به پایان رساند.

###### فصل ۱۹–۲۰۱۸
در دورتموند فصل را صدر نشینی آغاز کردند ولی نتوانستند رود مثبت خود را ادامه دهند. اما مارکو توانست بهترین نمایش‌های خود را در این فصل به نمایش بگذارد و به عنوان بهترین بازیکن فصل هم انتخاب شد.
فصل ۲۰۱۹–۲۰
در دورتموند فصل خوبی را پشت سرر گذاشت و با اضافه شدن بازیکن جوان، ارلینگ هالند توانتستند مثلث خوبی را تشکیل دهند و به آمار خوب خود ادامه دهد.

###### لس انجلس گلکسی
مارکو رویس در سال تابستان 2024 با تیم لس آنجلس گلکسی قرارداد بست و اعلام کرد که برای فصل 2024_2025 در لس آنجلس گلکسی توپ خواهد زد. 

## تیم ملی

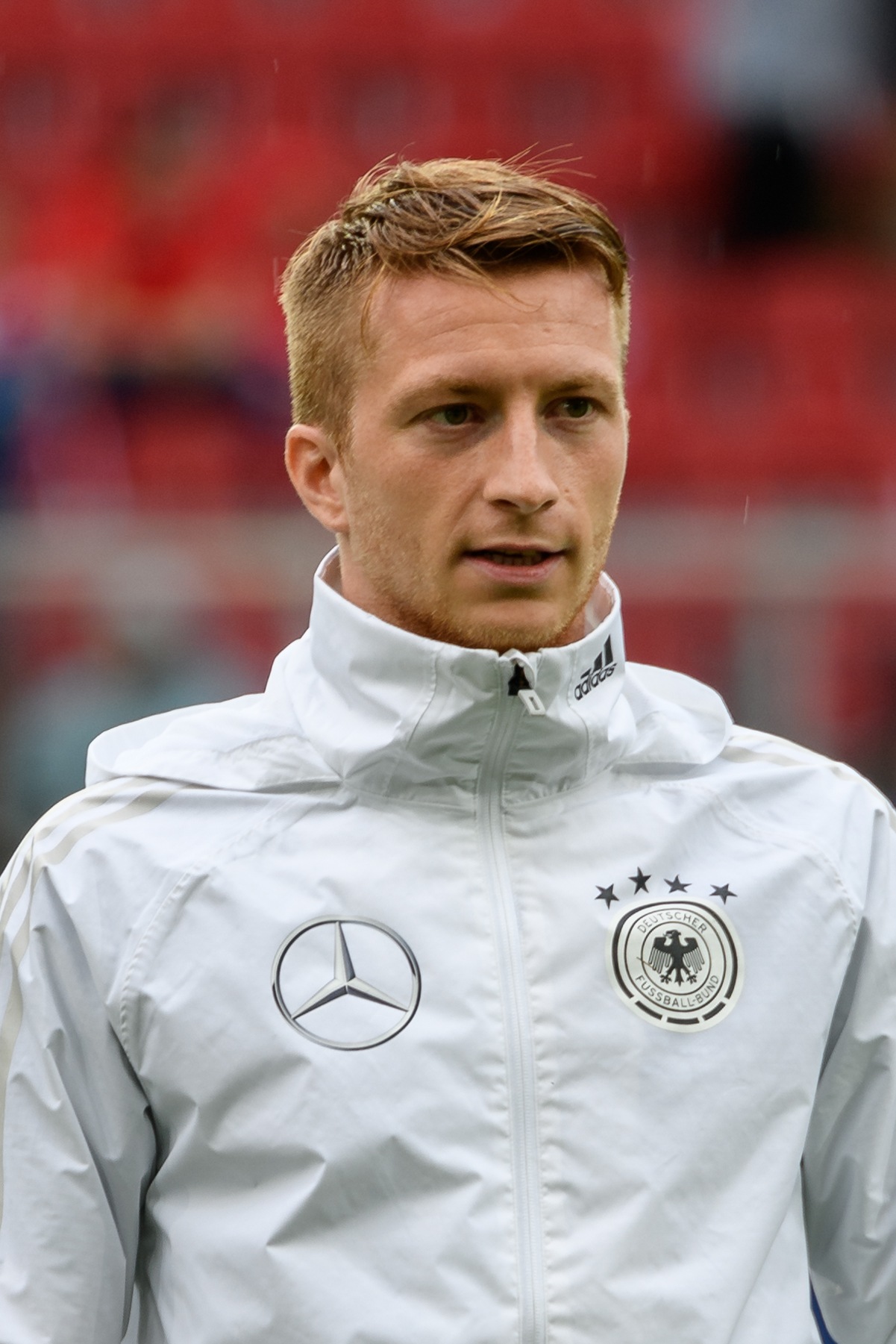
عکس مارکو رویس در پیراهن تیم ملی در بازی دوستانه با اتریش

در ۱۱ اوت ۲۰۰۹، رویس اولین بازی خود را برای تیم ملی آلمان در یک بازی دوستانه مقابل ترکیه انجام داد. وی در ۲۶ مه ۲۰۱۲ اولین گل خود را در یک بازی دوستانه مقابل سوئیس که با نتیجه ۵–۲ به پایان رسید، به ثمر رساند و همچنین رویس در جام ملت‌های اروپا ۲۰۱۲ با آلمان حضور داشت و اولین گلش در این تورنمنت را برای آلمان به ثمر رساند.
رویس در لیست یوآخیم لوو سرمربی آلمان برای جام جهانی ۲۰۱۴ حضور داشت، اما مصدومیتی که در جریان دیدار دوستانه مقابل ارمنستان برایش پیش آمد، باعث شد نتواند به جام جهانی بیاید. رویس در ۳ سپتامبر ۲۰۱۴ به تیم برگشت و در بازی دوستانه مقابل آرژانتین نیز حضور داشت. وی در بازی‌های انتخابی یورو ۲۰۱۶، چهار بار به میدان رفت و یکبار گلزنی کرد اما مصدومیت از ناحیه کشاله ران باعث شد که این بازیکن برای باری دیگر تورنمنت مهمی را از دست دهد. در تاریخ ۲ ژوئن ۲۰۱۸، رویس بعد از ۲ سال به تیم ملی آلمان بازگشت و در بازی دوستانه مقابل اتریش حضور داشت. وی در لیست ۲۳ نفره یوآخیم لوو برای جام جهانی ۲۰۱۸ نیز بود. رویس در بازی اول آلمان در این جام به عنوان بازیکن تعویضی وارد زمین شد و در بازی بعدی مقابل سوئد، وی از ابتدا در زمین بود و در اوایل نیمه دوم یک گل زد تا امیدها به اردوی آلمانی‌ها برای ماندن در جام پررنگ‌تر شود. در دقیقه ۵+۹۰ نیز، هنگامی که هم‌تیمی‌اش تونی کروس و خودش پشت توپ ایستاده بودند، رویس به کروس گفت که مستقیم شوت کند و آن شوت گل شد. رویس نیز در این مسابقه یک گل زد و یک پاس گل داد و برترین بازیکن زمین شد. با این حال آلمان در بازی مقابل کره جنوبی، با نتیجه عجیب ۰–۲ شکست خورد تا رویس در بدترین جام جهانی تاریخ فوتبال آلمان حضور داشته باشد.

## آمار

### آمار ملی

#### بازی‌های ملی
تا تاریخ ۱۱ نوامبر ۲۰۲۱
| آلمان | آلمان | آلمان | آلمان  |
| سال   | بازی  | گل    | پاس گل |
| ----- | ----- | ----- | ------ |
| ۲۰۱۱  | ۳     | ۰     | ۰      |
| ۲۰۱۲  | ۱۰    | ۵     | ۳      |
| ۲۰۱۳  | ۶     | ۲     | ۱      |
| ۲۰۱۴  | ۴     | ۰     | ۰      |
| ۲۰۱۵  | ۴     | ۲     | ۰      |
| ۲۰۱۶  | ۲     | ۰     | ۰      |
| ۲۰۱۸  | ۸     | ۱     | ۲      |
| ۲۰۱۹  | ۷     | ۳     | ۳      |
| ۲۰۲۱  | ۴     | ۲     | ۵      |
| مجموع | ۴۸    | ۱۵    | ۱۴     |

#### گل‌های ملی
| شماره | تاریخ           | میزبان       | بازی ملی | حریف        | نتیجه | رقابت                         |
| ----- | --------------- | ------------ | -------- | ----------- | ----- | ----------------------------- |
| ۱     | ۲۷ مه ۲۰۱۲      | بازل         | ۵        | سوئیس       | ۲–۳   | دوستانه                       |
| ۲     | ۲۲ ژوئن ۲۰۱۲    | گدانسک       | ۷        | یونان       | ۴–۲   | جام ملت‌های اروپا ۲۰۱۲         |
| ۳     | ۱۱ سپتامبر ۲۰۱۲ | وین          | ۱۱       | اتریش       | ۲–۱   | مقدماتی جام جهانی ۲۰۱۴        |
| ۴     | ۱۲ اکتبر ۲۰۱۲   | دوبلین       | ۱۲       | ایرلند      | ۶–۱   | مقدماتی جام جهانی ۲۰۱۴        |
| ۵     | ۱۲ اکتبر ۲۰۱۲   | دوبلین       | ۱۲       | ایرلند      | ۶–۱   | مقدماتی جام جهانی ۲۰۱۴        |
| ۶     | ۲۶ مارس ۲۰۱۳    | نورنبرگ      | ۱۵       | قزاقستان    | ۴–۱   | مقدماتی جام جهانی ۲۰۱۴        |
| ۷     | ۲۶ مارس ۲۰۱۳    | نورنبرگ      | ۱۵       | قزاقستان    | ۴–۱   | مقدماتی جام جهانی ۲۰۱۴        |
| ۸     | ۲۵ مارس ۲۰۱۵    | کایزرسلاوترن | ۲۴       | استرالیا    | ۲–۲   | دوستانه                       |
| ۹     | ۲۹ مارس ۲۰۱۵    | تفلیس        | ۲۵       | گرجستان     | ۲–۰   | مقدماتی جام ملت‌های اروپا ۲۰۱۶ |
| ۱۰    | ۲۳ ژوئن ۲۰۱۸    | سوچی         | ۳۳       | سوئد        | ۲–۱   | جام جهانی ۲۰۱۸ روسیه          |
| ۱۱    | ۸ ژوئن ۲۰۱۹     | باریساو      | ۴۰       | بلاروس      | ۲–۰   | مقدماتی جام ملت‌های اروپا ۲۰۲۰ |
| ۱۲    | ۱۱ ژوئن ۲۰۱۹    | ماینتس       | ۴۱       | استونی      | ۸–۰   | مقدماتی جام ملت‌های اروپا ۲۰۲۰ |
| ۱۳    | ۱۱ ژوئن ۲۰۱۹    | ماینتس       | ۴۱       | استونی      | ۸–۰   | مقدماتی جام ملت‌های اروپا ۲۰۲۰ |
| ۱۴    | ۵ سپتامبر ۲۰۱۹  | اشتوتگارت    | ۴۶       | ارمنستان    | ۶–۰   | مقدماتی جام جهانی ۲۰۲۲        |
| ۱۵    | ۱۱ نوامبر ۲۰۲۱  | وولفسبورگ    | ۴۸       | لیختن‌اشتاین | ۹–۰   | مقدماتی جام جهانی ۲۰۲۲        |

## افتخارات

### فردی
تیم بوندسلیگا فصل: ۲۰۱۱–۱۲، ۲۰۱۲–۱۳، ۲۰۱۳–۱۴، ۲۰۱۴–۱۵، ۲۰۱۵–۱۶، ۲۰۱۸–۲۰۱۹
بازیکن فصل بوندسلیگا :۲۰۱۱–۱۲، ۲۰۱۳–۱۴
بازیکن فوتبال سال آلمان در سالهای ۲۰۱۲، ۲۰۱۸ و ۲۰۱۹
تیم سال یوفا ۲۰۱۳
بازیکن سال ۲۰۱۴–۱۳ دورتموند
برترین پاس گل دهنده بوندسلیگا ۲۰۱۳–۱۴
حضور در تیم منتخب لیگ قهرمانان اروپا ۲۰۱۳
ورزشکار سال ۲۰۱۸ کشور آلمان
قهرمان جام در جام پتروشیمی زاگرس2020